# Somniosidae
Somniosidae – rodzina morskich, głębokowodnych ryb chrzęstnoszkieletowych w obrębie rzędu koleniokształtnych (Squaliformes), wcześniej klasyfikowana w randze podrodziny Somniosinae w obrębie scymnowatych (Dalatiidae).

## Występowanie
Występują nad szelfem w wodach arktycznych i subantarktycznych, a kilka gatunków oceanicznych spotyka się w wodach Oceanu Spokojnego, Indyjskiego i Atlantyckiego. Nie stwierdzono ich obecności w strefie tropikalnej.

## Cechy charakterystyczne
Płetwy grzbietowe zwykle bez kolców (występują u kilku gatunków, ale małe i w obu płetwach). Na brzuchu pomiędzy płetwami piersiowymi i brzusznymi występuje kil. Narządy świetlne obecne u większości gatunków. Biologia tych rekinów pozostaje słabo poznana.

## Klasyfikacja
Rodzaje zaliczane do tej rodziny:
- Centroscymnus Barbosa du Bocage & de Brito Capello, 1864
- Centroselachus Garman, 1913 – jedynym przedstawicielem jest Centroselachus crepidater (Barbosa du Bocage & de Brito Capello, 1864)
- Scymnodalatias Garrick, 1956
- Scymnodon Barbosa du Bocage & de Brito Capello, 1864
- Somniosus Lesueur, 1818
- Zameus Jordan & Fowler, 1903 – jedynym przedstawicielem jest Zameus squamulosus (Günther, 1877)